# Gerdmans Inredningar
Gerdmans Inredningar Aktiebolag är ett e-handelsföretag med huvudkontor i Markaryd som tillhandahåller produkter inom kontorsmöbler och lagerinredning.
Företaget grundades 1947 av Sven Gerdman i Malmö. Gerdmans marknadsförde sina produkter med omfattande reklam och permanenta utställningslokaler i centrala Malmö. År 1973 flyttades verksamheten till Markaryd vid E4, och samtidigt lanserades en postorderkatalog. Grundaren Gerdman sålde 1975 företaget till Carl‐Henrik Åfors i Åforsgruppen; företaget hade då ett trettiotal anställda i Malmö och Markaryd. Åfors ledde företaget under ett decennium. Rolf Petersson blev vice VD under Åfors 1978.  På 1980‑talet hade företaget blivit ett av de större inom postorderförsäljning av kontorsmöbler, och inom arkiv och lager där Gerdmans hade egen tillverkning.
Gerdmans Inredningar tillhör sedan 1999 Takkt-gruppen. Majoritetsägare av Takkt är Haniel Group. Inom Takkt finns Kaiser + Kraft Gmbh, som är dotterbolag till Takkt. Gerdmans är i sin tur dotterbolag till Kaiser + Kraft. Gerdmans har dotterbolag i Danmark, Finland och Norge. Gerdmans Inredningar äger även Runelandhs Försäljnings Aktiebolag som har sitt huvudkontor i Kalmar.